# Wolfersdorf
Wolfersdorf ist eine Gemeinde im oberbayerischen Landkreis Freising und ein Mitglied der Verwaltungsgemeinschaft Zolling.

## Geografie
Die Gemeinde liegt nördlich des Ampertales im Hallertauer Hügelland.
Die Gemeinde hat 16 Gemeindeteile (in Klammern ist der Siedlungstyp angegeben):
- Alsdorf (Weiler)
- Badendorf (Weiler)
- Berghaselbach (Kirchdorf)
- Billingsdorf (Dorf)
- Heigenhausen (Dorf)
- Jägersdorf (Kirchdorf)
- Kaltenberg (Einöde)
- Kastenhofen (Einöde)
- Oberhaindlfing (Kirchdorf)
- Ruhpalzing (Dorf)
- Seel (Weiler)
- Sörzen (Weiler)
- Thonhausen (Kirchdorf)
- Unterhaindlfing (Dorf)
- Wolfersdorf (Pfarrdorf)
- Wölfing (Einöde)

Gemarkungen sind Berghaselbach (8,73 km²), Dürnhaindlfing (14,31 km²) und Wolfersdorf (3,02 km²).

## Geschichte

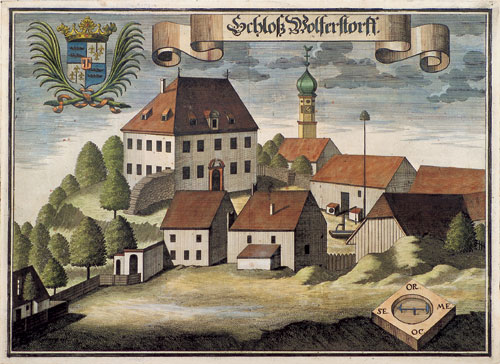
Michael Wening: Schloss Wolfersdorf, um 1700

### Bis zum 19. Jahrhundert
Die erste urkundliche Erwähnung findet sich in einer lateinischen Urkunde aus der Zeit zwischen 948 und 957 als Vuoluoltesdorf in der Bedeutung ‚Dorf des Wolfolt‘. Das Ortsadelsgeschlecht der Wolffersdorffer ist im Mittelalter als Inhaber der Hofmark Wolfersdorf nachweisbar. Sie hatten die Tradition, den männlichen Familienmitgliedern einen Namen mit dem Erstglied Wolf- zu geben (z. Bsp. im 12. Jh.: Wolfheri de Wolfoltdorf, Woluolt de Woluoldestorf), das auf gotisch vulfs ‚Wolf‘ zurückgeht.
Die Ortsteile Badendorf und Berghaselbach werden schon 748 erwähnt. Wolfersdorf war Sitz einer offenen Hofmark und gehörte zum Rentamt Landshut und zum Landgericht Moosburg. Das Ortsadelsgeschlecht der Wolfersdorfer ist im 14. und im ersten Drittel des 15. Jahrhunderts als Inhaber der Hofmark Wolfersdorf nachweisbar. Später waren die Grafen von Lodron auf Wolfersdorf (1778 bis 1830) Inhaber der Hofmark. Der Ort wurde im Zuge der Verwaltungsreformen in Bayern 1818 eine selbständige politische Gemeinde mit einem Patrimonialgericht II. Klasse. Das Wolfersdorfer Schloss wurde 1834 abgebrochen. Die letzten Reste der Feudalherrschaft wurden 1848 aufgehoben.

### Eingemeindungen
Im Rahmen der Gemeindegebietsreform wurden die Gemeinden Berghaselbach am 1. Januar 1977 und Dürnhaindlfing am 1. Mai 1978 in die Gemeinde Wolfersdorf eingegliedert.

### Einwohnerentwicklung
Zwischen 1988 und 2018 wuchs die Gemeinde von 1595 auf 2600 um 1005 Einwohner bzw. um 63 %.

## Politik

### Gemeinderat
Die Gemeinderatswahl 2020 erbrachte folgende Stimmenanteile und Sitzverteilung:
- Wählergemeinschaft Wolfersdorf: 67,1 % (9 Sitze)
- Wählergemeinschaft Dürnhaindlfing: 32,9 % (5 Sitze)

### Wappen
| | Blasonierung: „In Gold eine grüne Hopfenranke mit Blatt und drei Hopfendolden, davor ein aufspringender rot bewehrter schwarzer Wolf.“ |
| Wappenbegründung: Der Wolf geht auf das Siegel des Wilhelm von Wolffersdorff (* um 1340; † 1403) zurück. Die drei Hopfendolden weisen auf den Hopfenanbau in der Gemeinde und auf die drei ehemals selbständigen Gemeinden Berghaselbach, Dürnhaindlfing und Wolfersdorf hin. | |

## Baudenkmäler

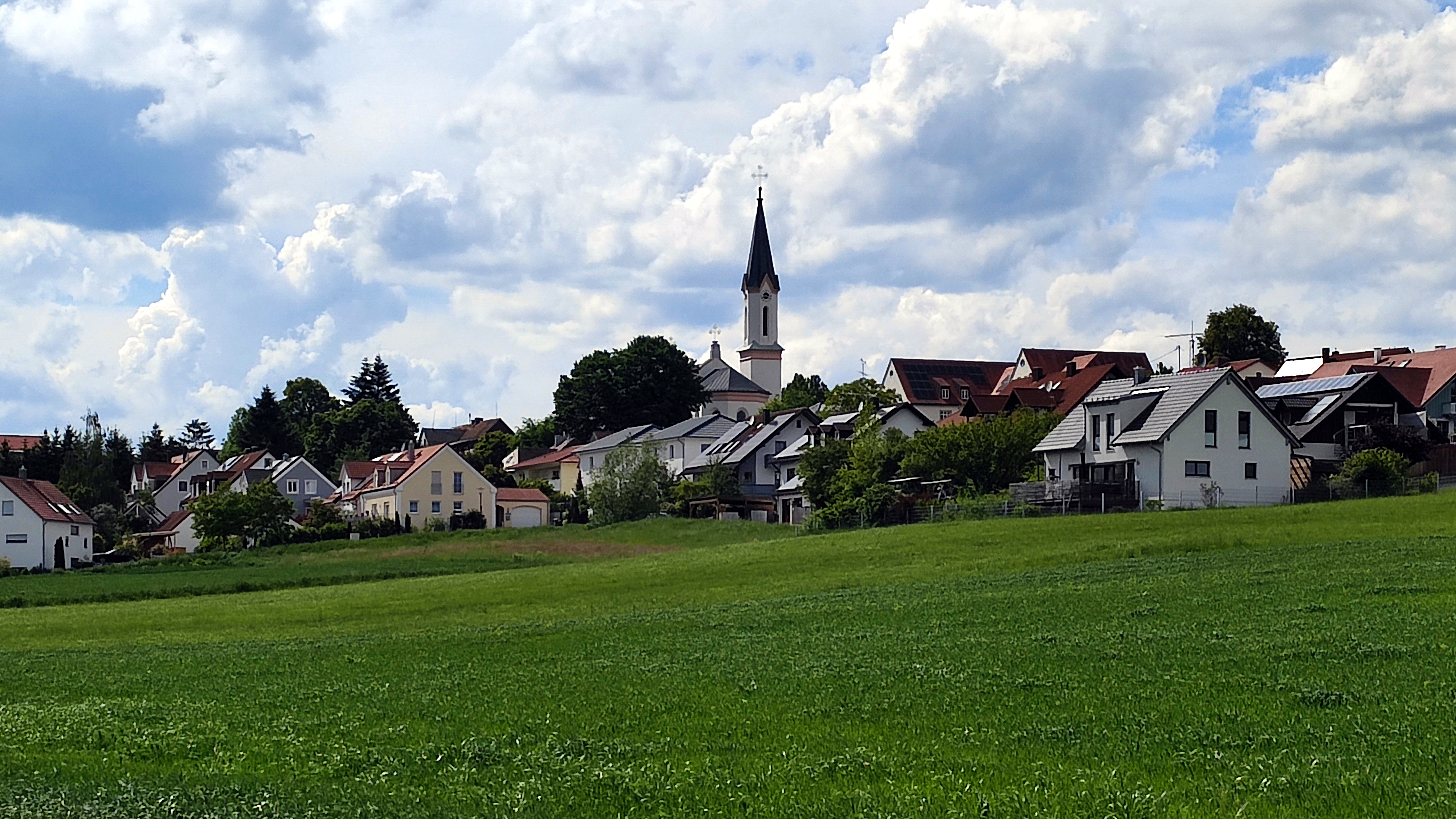
Ortsansicht von Wolfersdorf

## Persönlichkeiten

### Ehrenbürger
- Bruno Ehler (* 5. Juli 1913), Arzt, ernannt 1982[8]

### Söhne und Töchter der Gemeinde
- Helmut Eckl (* 1947), Mundartdichter und Satiriker

### Persönlichkeiten mit Bezug zu Wolfersdorf
- Philipp Held (1911–1993), Jurist und Politiker (CSU), bayerischer Justizminister 1966 bis 1974, ist hier verstorben.